# 精原细胞
精原细胞（Spermatogonia，单数形式）是一类分化程度较低的生殖细胞，能分化为初级精母细胞。在成人体内精原细胞分布于生精上皮基膜上。
精子发生过程中，精原细胞先分化为初级精母细胞，再分化为次级精母细胞、精细胞，最后经過变形形成成熟的精子。

## 细胞类群
精原细胞可以分为A型精原细胞、B型精原细胞。A型精原细胞中具有干细胞类群，能根据细胞核染色的深浅分为明A型精原细胞与暗A型精原细胞。暗A型精原细胞又称为精原干细胞。这类细胞有丝分裂不活跃，主要起维持精原细胞数量的作用。明A型精原细胞有丝分裂活跃，会逐步分化为B型精原细胞、初级精母细胞。
较新的研究表明，精原干细胞在体外特殊培养条件下能转化为具有多能性的生殖干细胞。但目前只在啮齿类动物中观察到此类现象，尚无人类精原干细胞能通过类似途径转化为多能干细胞的报导。